# Efraín Sánchez
Efraín Elías Sánchez Casimiro (Barranquilla, 26 februari 1926 - Bogota, 16 januari 2020) was een profvoetballer uit Colombia, die speelde als doelman en na zijn actieve loopbaan werkzaam was als voetbalcoach. Hij was (met tussenpozen) tweemaal bondscoach van zijn vaderland Colombia.

## Clubcarrière
Sánchez, bijgenaamd El Caimán, speelde in eigen land voor onder meer Millonarios, Once Caldas en América de Cali, Deportivo Cali, Deportiva Junior en Independiente Medellín. Ook kwam hij uit voor CA San Lorenzo de Almagro (Argentinië) en CF Atlas (Mexico).

## Interlandcarrière
Sánchez kwam in totaal dertig keer (nul doelpunten) uit voor de nationale ploeg van Colombia in de periode 1947–1962. Onder leiding van de Argentijnse bondscoach Lino Taioli maakte hij zijn debuut op 2 december 1947 in de Copa América-wedstrijd tegen Uruguay (0-2) in Guayaquil. Hij nam met zijn vaderland deel aan het WK voetbal 1962 in Chili.

## Erelijst
Independiente Medellín
- Colombiaans landskampioen

1955, 1957
 Millonarios
- Colombiaans landskampioen

1964